# 金沢スプリングカップ
金沢スプリングカップ（かなざわすぷりんぐかっぷ）は、金沢競馬場で施行される地方競馬の重賞競走である。北陸朝日放送が優勝杯を提供しており、正式名称は「HAB杯 金沢スプリングカップ」である。

## 概要
1991年に「スプリングカップ」として創設。3月下旬からシーズン開幕となる金沢競馬にとっては古馬最初の重賞となる。創設時の施行距離は1900mで2012年から2015年までは2000mで行われた。
2016年開催より「金沢スプリングカップ」と名称が改められ、距離が1900mに戻された。
2022年は本競走の1着馬は利家盃の希望投票優先馬となった。
2023年より施行距離を1500mに変更された。
2024年はHITスタリオンシリーズに指定され、フリオーソの次年度配合権利が優勝馬馬主への副賞となった。
なお、名古屋競馬にも同名の競走が存在するが、こちらは3歳馬限定の重賞と条件が異なっている。

### 条件・賞金（2024年）
出走条件
サラブレッド系4歳以上、金沢所属（金沢所属として他場の交流競走も含め前年度通算第1回金沢競馬以後に出走している必要がある）。
- 準重賞・スプリング特別の優勝馬に優先出走権がある。

負担重量
定量（57kg、牝馬2kg減）
賞金額
1着300万円、2着96万円、3着48万円、4着36万円、5着30万円、着外手当6万円。

## 歴代優勝馬
全て金沢競馬場ダートコースで施行。 
| 回数   | 施行日        | 距離  | 優勝馬             | 性齢         | 所属         | タイム       | 優勝騎手     | 管理調教師   | 馬主               |
| ------ | ------------- | ----- | ------------------ | ------------ | ------------ | ------------ | ------------ | ------------ | ------------------ |
| 第1回  | 1991年4月14日 | 1900m | リワードパンサー   | 牡9          | 金沢         | 2:05.5       | 吉井敏雄     | 吉井良政     | 宮崎忠比古         |
| 第2回  | 1992年4月12日 | 1900m | サリュウスキー     | 牡5          | 金沢         | 2:05.3       | 渡辺壮       | 勝田穂       | 山田重夫           |
| 第3回  | 1993年4月11日 | 1900m | サンパワーホーラー | 牡6          | 金沢         | 2:02.7       | 大瀬戸豊     | 桑野進       | 村木峰子           |
| 第4回  | 1994年4月10日 | 1900m | エビスライトオー   | 牡5          | 金沢         | 2:03.7       | 越野亨       | 黒澤四郎     | 小島將之           |
| 第5回  | 1995年4月9日  | 1900m | ラガーペンダス     | 牡7          | 金沢         | 2:03.6       | 中川雅之     | 服部道夫     | 奥村啓二           |
| 第6回  | 1996年4月14日 | 1900m | アラシ             | セン8        | 金沢         | 2:04.4       | 蔵重浩一郎   | 青山義明     | 古橋進             |
| 第7回  | 1997年4月13日 | 1900m | カズノリュウセイ   | 牡6          | 金沢         | 2:05.2       | 端勝成       | 黒澤四郎     | 櫻井スヱ子         |
| 第8回  | 1998年4月12日 | 1900m | カズノリュウセイ   | 牡7          | 金沢         | 2:03.7       | 端勝成       | 黒澤四郎     | 櫻井スヱ子         |
| 第9回  | 1999年4月11日 | 1900m | カズノリュウセイ   | 牡8          | 金沢         | 2:05.1       | 端勝成       | 黒澤四郎     | 櫻井スヱ子         |
| 第10回 | 2000年4月9日  | 1900m | リードジャイアンツ | 牡6          | 金沢         | 2:06.6       | 蔵重浩一郎   | 黒澤四郎     | 小島將之           |
| 第11回 | 2001年4月15日 | 1900m | ブルーパシフィック | 牡5          | 金沢         | 2:04.6       | 渡辺壮       | 勝田浩       | 板尾達雄           |
| 第12回 | 2002年4月14日 | 1900m | イズミカツリュウ   | 牡6          | 金沢         | 2:04.2       | 渡辺壮       | 平床良博     | 小林樹生           |
| 第13回 | 2003年4月13日 | 1900m | トゥインチアズ     | 牝4          | 金沢         | 2:05.9       | 蔵重浩一郎   | 松野勝己     | 浦井隆司           |
| 第14回 | 2004年4月18日 | 1900m | ホシオー           | 牡8          | 金沢         | 2:03.4       | 渡辺壮       | 松原正文     | 畑中政雄           |
| 第15回 | 2005年4月10日 | 1900m | エイシンクリバーン | 牡9          | 金沢         | 2:06.8       | 加藤和義     | 佐藤茂       | 木村都             |
| 第16回 | 2006年4月9日  | 1900m | ケンゴウザン       | 牡7          | 金沢         | 2:04.2       | 吉原寛人     | 松原正文     | 畑中政雄           |
| 第17回 | 2007年4月8日  | 1900m | タフネスゴールド   | 牡8          | 金沢         | 2:04.5       | 平瀬城久     | 鈴木正也     | 原勉               |
| 第18回 | 2008年4月13日 | 1900m | ナムラカイソク     | 牡8          | 金沢         | 2:06.0       | 前野幸一     | 藤木一男     | 安田義信           |
| 第19回 | 2009年4月12日 | 1900m | ヒカルベガ         | 牡7          | 金沢         | 2:04.4       | 吉原寛人     | 佐藤茂       | 占部恵太           |
| 第20回 | 2010年4月11日 | 1900m | ビッグドン         | 牡10         | 金沢         | 2:04.4       | 堀場裕充     | 加藤和宏     | 東山國栄           |
| 第21回 | 2011年4月12日 | 1900m | ナムラアンカー     | 牡4          | 金沢         | 2:04.5       | 葛山晃平     | 菅原欣也     | 山田三郎           |
| 第22回 | 2012年4月10日 | 2000m | ナムラダイキチ     | 牡4          | 金沢         | 2:08.4       | 畑中信司     | 藤木一男     | 安田正和           |
| 第23回 | 2013年4月7日  | 2000m | 開催取りやめ       | 開催取りやめ | 開催取りやめ | 開催取りやめ | 開催取りやめ | 開催取りやめ | 開催取りやめ       |
| 第24回 | 2014年4月20日 | 2000m | セイカアレグロ     | 牡9          | 金沢         | 2:10.7       | 吉田晃浩     | 佐藤茂       | 吉田逑史           |
| 第25回 | 2015年4月19日 | 2000m | ナンディン         | 牡5          | 金沢         | 2:10.1       | 桑野等       | 佐藤茂       | 占部恵太           |
| 第26回 | 2016年4月18日 | 1900m | グルームアイランド | 牡5          | 金沢         | 2:07.1       | 吉原寛人     | 高橋俊之     | 前田敏文           |
| 第27回 | 2017年4月30日 | 1900m | メイジン           | 牡6          | 金沢         | 2:05.6       | 平瀬城久     | 金田一昌     | 矢野琢也           |
| 第28回 | 2018年5月6日  | 1900m | ムーンファースト   | 牡4          | 金沢         | 2:04.1       | 吉原寛人     | 金田一昌     | 飛彈共榮           |
| 第29回 | 2019年4月28日 | 1900m | ナガラオリオン     | 牡10         | 金沢         | 2:04.1       | 中島龍也     | 金田一昌     | 伊藤捷一           |
| 第30回 | 2020年4月28日 | 1900m | ティモシーブルー   | 牡6          | 金沢         | 2:05.2       | 畑中信司     | 金田一昌     | 長橋秀雄           |
| 第31回 | 2021年4月25日 | 1900m | ファストフラッシュ | 牡6          | 金沢         | 2:03.5       | 青柳正義     | 鈴木正也     | 間野隆司           |
| 第32回 | 2022年4月24日 | 1900m | ファストフラッシュ | 牡7          | 金沢         | 2:02.9       | 青柳正義     | 鈴木正也     | 間野隆司           |
| 第33回 | 2023年4月23日 | 1500m | オヌシナニモノ     | 牡6          | 金沢         | 1:34.3       | 吉田晃浩     | 佐藤茂       | ニットー商事（株） |
| 第34回 | 2024年4月21日 | 1500m | ソーラーフレア     | 牡9          | 金沢         | 1:35.7       | 米倉知       | 中川雅之     | 山下勲             |
| 第35回 | 2025年4月13日 | 1500m | オヌシナニモノ     | 牡8          | 金沢         | 1:34.6       | 吉田晃浩     | 佐藤茂       | ニットー商事（株） |

※馬齢は2000年以前については旧表記を用いる。
競走結果の出典
- 金沢スプリングカップ　歴代優勝馬 - 地方競馬全国協会

### 各回競走結果の出典
- JBISサーチ
  - 1991年、1992年、1993年、1994年、1995年、1996年、1997年、1998年、1999年、2000年、2001年、2002年、2003年、2004年、2005年、2006年、2007年、2008年、2009年、2010年、2011年、2012年、2014年、2015年、2016年、2017年、2018年、2019年、2020年、2021年、2022年、2023年、2024年、2025年